# Habrocestum virginale
Habrocestum virginale là một loài nhện trong họ Salticidae.
Loài này thuộc chi Habrocestum. Habrocestum virginale được Wanda Wesołowska & Antonius van Harten miêu tả năm 2007.